# Frieda Hempel
Frieda Hempel (ur. 26 czerwca 1885 w Lipsku, zm. 7 października 1955 w Berlinie) – niemiecka śpiewaczka operowa, sopran.

## Życiorys
Ukończyła studia w konserwatorium w Lipsku (1900–1902), następnie do 1905 roku uczyła się śpiewu u Selmy Nicklass-Kempner w konserwatorium Sterna w Berlinie. Początkowo występowała we Wrocławiu, następnie przeniosła się do Berlina, gdzie w 1905 roku wystąpiła w roli pani Fluth w Wesołych kumoszkach z Windsoru Otto Nicolaia. Od 1905 do 1907 roku śpiewała w operze dworskiej w Schwerinie, następnie do 1912 roku ponownie występowała w Berlinie. W 1907 roku debiutowała na deskach londyńskiego Covent Garden Theatre (jako Bastienne w Bastien i Bastienne W.A. Mozarta i Małgosia w Jasiu i Małgosi Engelberta Humperdincka), a w 1912 roku w Metropolitan Opera w Nowym Jorku (jako Małgorzata de Valois w Hugonotach Giacomo Meyerbeera). Wystąpiła w tytułowej roli w Euryanthe Carla Marii von Webera pod batutą Arturo Toscaniniego. Współpracowała też z operą w Chicago. Po ślubie z Amerykaninem otrzymała amerykańskie obywatelstwo. W późniejszym okresie występowała głównie jako artystka estradowa z recitalem pieśniarskim. Dokonała licznych nagrań płytowych.
Zasłynęła przede wszystkim jako odtwórczyni ról w operach W.A. Mozarta, śpiewała też w partie sopranowe w dziełach Donizettiego, Rossiniego, Belliniego i Verdiego. Kreowała rolę Marszałkowej w prapremierowym przedstawieniu Kawalera srebrnej róży Richarda Straussa (1911). Opublikowała swoje wspomnienia pt. Mein Leben dem Gesang (Berlin 1955).